# Tavares (futebolista)
Marcos Magno Morales Tavares, mais conhecido como Tavares (Porto Alegre, 30 de março de 1984), é um ex-futebolista brasileiro que atuava como atacante.

## Carreira
Marcos Tavares é desde 2013, cidadão esloveno, sendo o recordista de jogos e gols pelo Maribor com 206 gols, e detém a artilheira total do Campeonato Esloveno de Futebol com mais de 150 gols.
Tavares tem 16 títulos pelo Maribor, sendo octacampeão nacional e tetracampeão da Copa e Supercopa da Eslovênia.

## Títulos
Maribor
- Campeonato Esloveno: 2008–09, 2010–11, 2011–12, 2012–13, 2013–14, 2014–15, 2016–17, 2018–19, 2021–22
- Copa da Eslovênia: 2009–10, 2011–12, 2012–13, 2015–16
- Supercopa da Eslovênia: 2009, 2012, 2013, 2014